# 좀비 컴퓨터
좀비 컴퓨터(좀비 PC, 영어: zombie computer)는 악성코드에 감염된 컴퓨터를 뜻한다. C&C 서버의 제어를 받아 주로 DDoS공격등에 이용된다

## 감염경로
보통 이메일의 첨부파일이나 출처가 불분명한 Active X 또는 USB 메모리 오토런등 감염경로가 매우 다양하다.

(1) 스팸유포자의 웹사이트 (2) 스팸유포자 (3) 스팸 (4) 감염된 PC(좀비 PC) (5) 트로이의 목마 바이러스 (6) 메일 서버 (7) 사용자 (8) 웹 트래픽

## 좀비의 이용
크래커들은 종종 공격의 시작점을 은닉하기 위해 좀비들을 이용한다. 이는 크래커들의 액세스 포인트를 숨기는데 도움이 된다. 다수의 좀비를 거느린 해커들은 DDos나 스팸메일 전송따위의 많은 대역폭을 요구하는 작업에 좀비를 이용한다. 특히 자기증식성이 없는 트로이목마형 바이러스의 전파 수단은 메일이므로 다량의 메일전송을 좀비들에게 맡겨 파급력을 키우기도 한다. 또한 좀비가 된 컴퓨터끼리는 네트워크가 생겨나므로 이러한 네트워크따위를 매매하여 금전적 이익을 챙기는 크래커도 존재한다.

## 대응
좀비 컴퓨터에 대한 근본적인 대책은 감염경로를 차단하는 것이다. 출처가 불분명한 이메일의 첨부파일, Active X, USB메모리 접근 및 불법 사이트 접속을 차단해야 한다. 또한 지속적인 보안 업데이트와 점검을 해야 컴퓨터가 좀비화 되는 것을 예방할 수 있다.

## 같이 보기
- 서비스 거부 공격
- 7.7 DDoS 공격
- 컴퓨터 보안